# Leptoptilos javanicus
El marabú menor (Leptoptilos javanicus) es una especie de ave ciconiforme de la familia Ciconiidae. Es una especie sumamente difundida que procrea en el sur de Asia desde el este de la India hasta el sur de China y la isla de Java. No se reconocen subespecies.

## Descripción
Es un ave de gran tamaño, su altura es de 110-120 cm, pesando unos 5 kg, la envergadura de sus alas alcanza 210 cm. Sin embargo, es el miembro más pequeño del género Leptoptilos. La parte superior de su cuerpo y sus alas son negros, pero su vientre y zona de la cola son blancos. La cabeza y su cuello no poseen plumas, de forma similar a los buitres. Su pico es pálido, largo y grueso. Los juveniles son muy parecidos a los ejemplares adultos.
Mientras que la mayoría de las zancudas vuelan con sus cuellos extendidos, las tres especies de Leptoptilos retraen su cuello mientras vuelan tal como hacen las garzas.
El marabú menor anida en los humedales de tierras bajas tropicales. Construye un nido de pequeñas ramas en los árboles. A menudo forma pequeñas colonias.
Al igual que la mayoría de sus parientes el marabú menor, se alimenta principalmente de ranas e insectos grandes, aunque su dieta también comprende pequeñas aves, reptiles y roedores. También come carroña, para lo cual su cabeza y cuello desnudos son una adaptación adecuada .

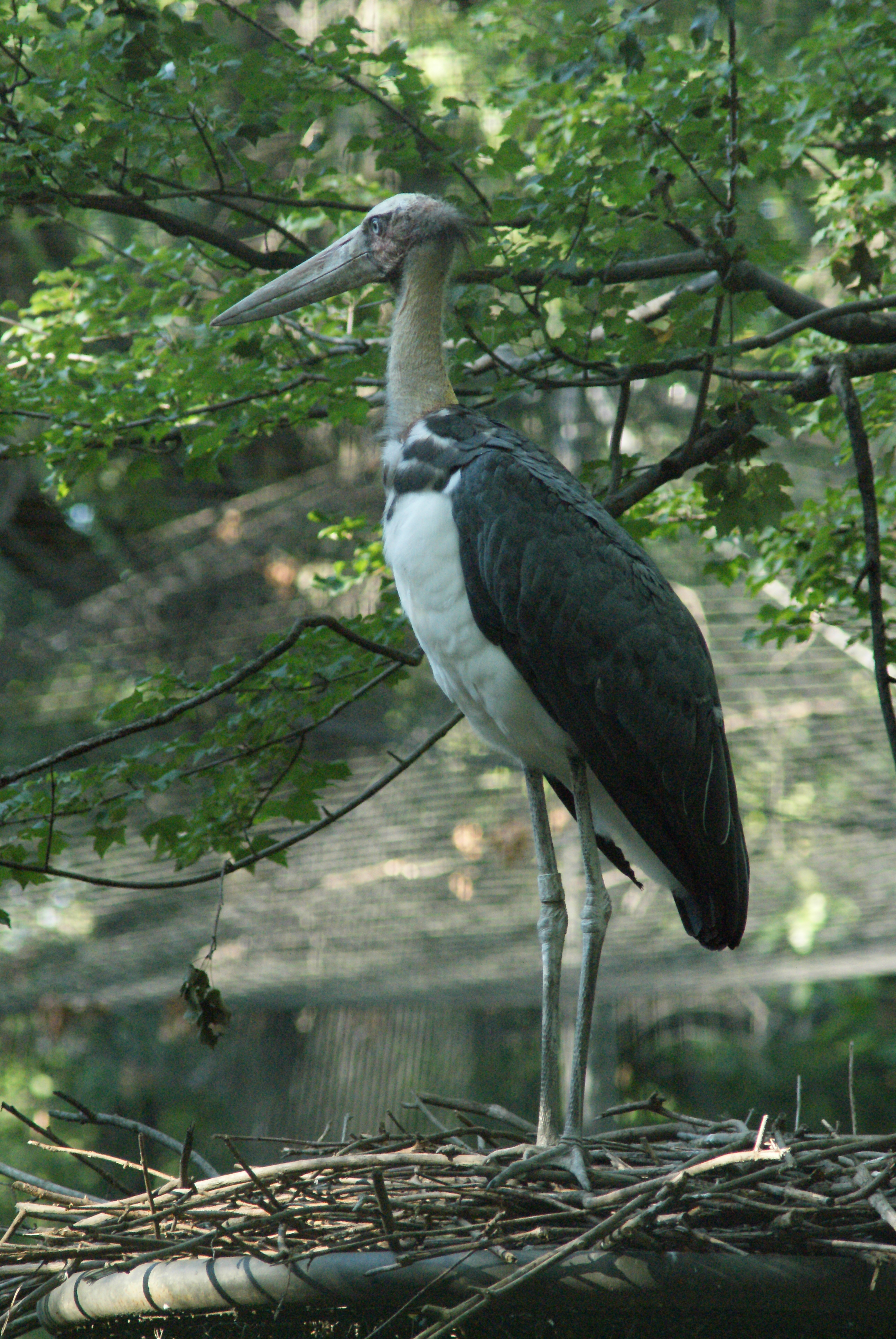
Marabú menor